# Diocesi di Salgueiro
La diocesi di Salgueiro (in latino: Dioecesis Salicensis) è una sede della Chiesa cattolica in Brasile suffraganea dell'arcidiocesi di Olinda e Recife. Nel 2022 contava 380.968 battezzati su 477.175 abitanti. È retta dal vescovo José Vicente Pinto de Alencar da Silva.

## Territorio
La diocesi comprende 15 comuni dello stato brasiliano di Pernambuco: Salgueiro, Araripina, Bodocó, Cabrobó, Cedro, Exu, Granito, Ipubi, Moreilândia, Ouricuri, Parnamirim, Serrita, Terra Nova, Trindade, Verdejante.
Sede vescovile è la città di Salgueiro, dove si trova la cattedrale di Sant'Antonio.
Il territorio si estende su 17.932 km² ed è suddiviso in 25 parrocchie, raggruppate in 3 aree pastorali.

## Storia
La diocesi è stata eretta il 16 giugno 2010 con la bolla Valde sollicitus di papa Benedetto XVI, ricavandone il territorio dalle diocesi di Petrolina e di Floresta.

## Cronotassi dei vescovi
Si omettono i periodi di sede vacante non superiori ai 2 anni o non storicamente accertati.
- Magnus Henrique Lopes, O.F.M.Cap. (16 giugno 2010 - 12 gennaio 2022 nominato vescovo di Crato)
- José Vicente Pinto de Alencar da Silva, dal 29 marzo 2023

## Statistiche
La diocesi nel 2022 su una popolazione di 477.175 persone contava 380.968 battezzati, corrispondenti al 79,8% del totale.
| anno | popolazione | popolazione | popolazione | presbiteri | presbiteri | presbiteri | presbiteri                | diaconi | religiosi | religiosi | parrocchie |
| anno | battezzati  | totale      | %           | numero     | secolari   | regolari   | battezzati per presbitero | diaconi | uomini    | donne     | parrocchie |
| ---- | ----------- | ----------- | ----------- | ---------- | ---------- | ---------- | ------------------------- | ------- | --------- | --------- | ---------- |
| 2010 | 351.534     | 439.418     | 80,0        | 14         | ?          | ?          | 25.110                    |         | 6         | 16        | 17         |
| 2014 | 384.000     | 439.500     | 87,4        | 27         | 19         | 8          | 14.222                    |         | 8         | 14        | 20         |
| 2017 | 393.300     | 441.209     | 89,1        | 31         | 25         | 6          | 12.687                    |         | 6         | 17        | 21         |
| 2020 | 411.974     | 474.379     | 86,8        | 34         | 29         | 5          | 12.116                    |         | 5         | 15        | 21         |
| 2022 | 380.968     | 477.175     | 79,8        | 38         | 33         | 5          | 10.025                    |         | 5         | 20        | 25         |